# Cyclosa reniformis
Cyclosa reniformis is een spinnensoort in de taxonomische indeling van de wielwebspinnen (Araneidae).
Het dier behoort tot het geslacht Cyclosa. De wetenschappelijke naam van de soort werd voor het eerst geldig gepubliceerd in 2006 door Zhu, Lian & Jun Chen.